# Rejmyre
Rejmyre er en by i Finspångs kommune i Östergötlands län, Sverige.

## Historie
Byen nævnes første gang i 1385, dengang kaldt Reghinmyra. Byen var da ejet af Askeby kloster, men blev dette år solgt til Bo Jonsson (Grip).
Frem til år 1800 blev byen kaldt Regnmyra. I 1810 blev Reijmyre glasværk bygget. Senere blev også Rejmyre kirke opført.